# La Châtre-Langlin
La Châtre-Langlin is een gemeente in het Franse departement Indre (regio Centre-Val de Loire) en telt 564 inwoners (1999). De plaats maakt deel uit van het arrondissement Le Blanc.

## Geografie
De oppervlakte van La Châtre-Langlin bedraagt 27,3 km², de bevolkingsdichtheid is 20,7 inwoners per km².
De onderstaande kaart toont de ligging van La Châtre-Langlin met de belangrijkste infrastructuur en aangrenzende gemeenten.

## Demografie
Onderstaande figuur toont het verloop van het inwonertal (bron: INSEE-tellingen).